# Русский репортёр
«Ру́сский репортёр» (пишется «Русский репортёр») — общественно-политический журнал медиахолдинга «Эксперт». Главным редактором с основания до закрытия был Виталий Лейбин. Выходил с 2007 года по 2020 год (с перерывом с июля 2016 г. по февраль 2017 г.), после чего был закрыт.

## История
Первый номер «Русского репортёра» выпустили 17 мая 2007 года, проект возник после инвестирования в 2006 году в холдинг «Эксперт» 50 млн долл. предпринимателем Олегом Дерипаской. В издании избрали уникальную стратегию развития: сначала журнал появился в четырёх нестоличных мегаполисах: Екатеринбурге, Новосибирске, Ростове-на-Дону и Самаре, — и только через несколько месяцев — в Москве. Главным редактором «Русского репортера» стал журналист Виталий Лейбин, до этого возглавлявший интернет-издание «Полит.ру». Дизайн журнала выполнил известный художник Михаил Аникст.
С первых номеров редакция «Русского репортёра» позиционировала себя как «журнал для людей, которые не боятся перемен, не избегают ответственности, предпочитают сами определять стиль своей жизни», видя своей аудиторией представителей среднего класса. Основным форматом были заявлены репортажи и фоторепортажи. На обложке первого номера помещён снимок известного военного фотографа Юрия Козырева.
В 2010 году от журнала выступили соучредителем ежегодного всероссийского конкурса им. В. Г. Мезенцева «Юные журналисты России». С декабря 2010 года по соглашению с WikiLeaks в журнале анализировали и публиковали документы в России.
В 2012 году у журнала начались финансовые проблемы, вызванные убыточностью «Эксперта-ТВ». В 2013 году в внешэкономбанке выдаля для медиахолдинга кредит на 100 миллионов рублей. Перед большинством сотрудников «Русского репортера» руководство холдинга имело задолженность и в 2019 году.
С 2013 года по 2015 год на Украине медиахолдингом мультимедиа-инвест групп по лицензии выходил журнал «Вести. Репортёр».
С февраля 2015 года журнал стал выходить раз в две недели (до этого являлся еженедельным).
С июля 2016 по февраль 2017 года выпуск журнала был приостановлен: в июле 2016 года выпуск журнала был приостановлен до ноября, представители холдинга обещали возобновить его выпуск со второй половины ноября (позже ситуацию с выпуском журнала должны были разрешить к концу года). Предполагалось изменить концепцию издания, стиль и схему работы редакции, периодичность выхода с одного раза в две недели на один раз в месяц, то есть сделать журнал ежемесячным. С октября перестал обновляться сайт журнала, к декабрю большая часть журналистов перестала работать в проекте, остальные были в отпусках. Причиной прекращения выхода издания назывались финансовые проблемы и отсутствие инвесторов.
14 февраля 2017 года было объявлено о возобновлении выхода журнала, новый номер вышел 27 февраля. Это произошло благодаря нахождению холдингов разовых источников для финансирования проекта несколько месяцев, в дальнейшем он функционировал на целевых грантах. В штате «Русского репортёра» остались только редакторы и специальные корреспонденты Марина Ахмедова и Ольга Тимофеева, был обещан поиск собственной рекламной модели. Журнал стал выходить раз в 2 недели, его главной темой стало волонтёрство.
В апреле 2020 года редакция объявила, что журнал прекратил работу по экономическим причинам, а со всеми сотрудниками расторгнуты договоры. Часть сотрудников продолжила работу над родственными «РР» проектами, в частности les.media.

## Награды, премии, выставки
- Совместно с фондом «Объективная реальность» впервые после многих лет привёз в Москву и Санкт-Петербург выставку World Press Photo 2007, а также участвовал в её организации в 2008 году.
- «Русский репортёр» участвовал в проекте Stanley Greene / NOOR for Russian Reporter Magazine: The Road to Ruin: Drugs and Disease — выставка на Visa pour l’Image в г. Перпиньяне (Франция) в 2008 году.
- В «Русском репортёре» первым был опубликован репортаж молодого итальянского фотографа Массимо Беррути «Пакистан. Факт или вымысел?»[11]. За эту историю Массимо Беррути был удостоен премии City of Perpignan Young Reporter Award в 2009 году.
- «Русский репортёр» принимал участие в фотографическом проекте Consequences by NOOR / Climate Change, представленном на саммите ООН по климату, состоявшемся в Копенгагене в декабре 2009 года. В настоящее время выставка «Consequences by NOOR» путешествует по всему миру.
- Многие фотографии и истории, впервые опубликованные в журнале «Русский репортёр» или сделанные по его заказу, стали лауреатами различных международных и национальных конкурсов в области фотожурналистики: World Press Photo 2008, Picture of the Year International 2009.
- Фотослужба журнала в 2012 году получила шесть наград за фоторедактуру в международном конкурсе The Best of Photojournalism, что было рекордом для российского издания[4].

## Критика и скандалы
6 ноября 2014 года арбитражный суд Москвы взыскал с главного редактора «Русского репортера» и руководителя медиахолдинга «Эксперт» 44,4 млн рублей возмещения вреда деловой репутации института стволовых клеток человека (ИСКЧ). Речь шла о статье «Деньги на крови младенцев», в которой утверждалось, что «Гембанк», принадлежащий ИСКЧ, якобы «осуществляет агрессивное, навязчивое продвижение своих услуг в род. домах» и «предоставляет недостоверные, ложные сведения». В итоге стороны заключили мировое соглашение.
10 ноября 2014 года Роскомнадзор вынес предупреждение главному редактору журнала за использование в материале «Не трожь мою тачку, чувак!» в номере 41 (369) в разделе «Блоги» слова, «однозначно позволяющего отнести его к нецензурной брани». Данный материал был посвящён Константину Алтухову, который почти сутки просидел в своём автомобиле, не позволяя его эвакуировать. Редакционная заметка состояла из высказываний блогеров, а получившее предупреждение слово более чем наполовину состоит из звёздочек — фактически читателю предоставлена возможность догадываться о том, что имел в виду автор, по приставке и окончанию.
Журналист Олег Кашин называл журнал созданной Владиславом Сурковым имитацией европейского еженедельника, который как бы изображает нашу жизнь нормальной, отмечая его идеологизированность с момента запуска (которая окончательно раскрылась после аннексии Крыма и начала войны на востоке Украины в 2014 году).
Издание «Meduza» пишет, что «Русский репортёр» был запущен Кремлём на деньги Олега Дерипаски и что источник, "близкий к тогдашнему составу администрации президента, уверен, что Дерипаску [Валерию] Фадееву «подогнал Кремль»… [] Небольшая часть инвестиций ушла на запуск общественно-политического журнала «Русский репортёр», но основную часть Фадеев вложил в запуск телеканала «Эксперт-ТВ», пишет издание.
Материалы журнала о войне на востоке Украины обвинялись в ангажированности в пользу подконтрольных России ДНР и ЛНР: Так, в журнале писали об антивоенных настроениях на Украине, бомбёжках Донецка и полевых командирах непризнанных республик.

## Известные журналисты
- Дмитрий Соколов-Митрич[17]
- Виталий Лейбин
- Михаил Рогожников[18]
- Виктор Дятликович (до 2014 г.)
- Григорий Тарасевич
- Анна Старобинец[19]
- Саша Соколова
- Марина Ахмедова
- Юрий Козырев

## Награды
В июне 2017 года журналист «Русского репортёра» Шура Буртин получил ежемесячную журналистскую премию «Редколлегия» за статью «Дело Хоттабыча».